# Garudinia simulana
Garudinia simulana là một loài bướm đêm thuộc phân họ Arctiinae, họ Erebidae.